# Koffieplantage

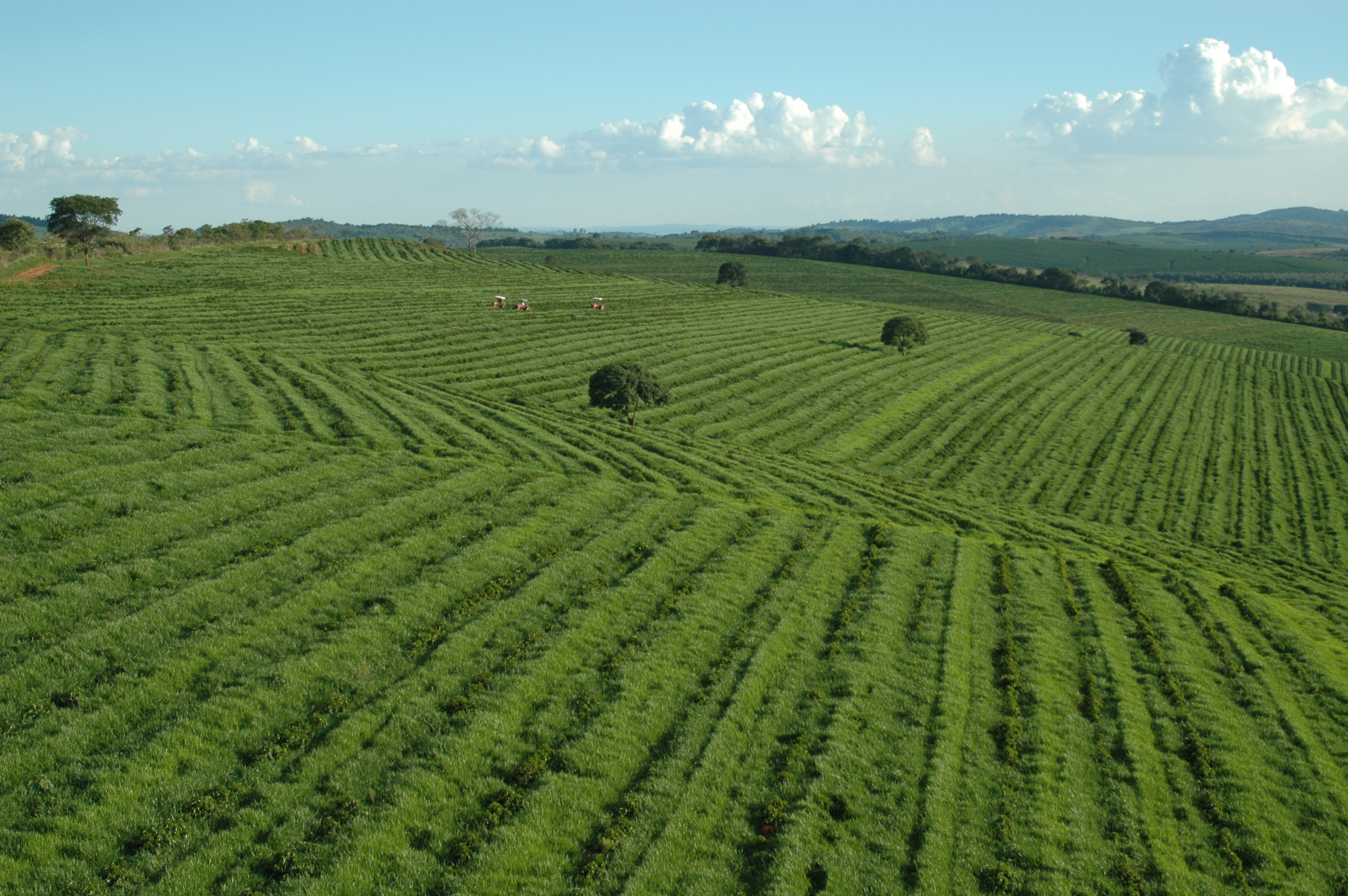
Een koffieplantage in Minas Gerais, Brazilië, 2007

Een koffieplantage is een plantage waar koffieplanten worden geteeld voor de productie van koffiebonen.  

## Geschiedenis
De koffiebes is al duizenden jaren bekend bij de mens. De Hollanders verspreidden als eersten in de 17e eeuw de koffieplant, vanuit Jemen, binnen de eigen (tropische) koloniale gebieden. Eerst naar Java, Celebes en Sumatra, in de 18e eeuw naar Suriname. De Engelsen en andere Europese mogendheden (Fransen, Portugezen) volgden dit patroon. Koffie werd een belangrijk Europees handelswaar, waarvan de productie plaatsvond op ver weg gelegen plantages, in een context van slavernij en -later- contractarbeid. 
Op een koffieplantage vindt het oogsten van de koffiebessen plaats, daarna het fermenteren (een nat proces), vervolgens het drogen en tot slot het sorteren van de koffiebonen. Het branden en malen van de bonen gebeurt over het algemeen elders; Amsterdam en Londen zijn van oudsher belangrijke centra hiervan. 
De meest geteelde koffiesoorten zijn Arabica, Robusta en Liberica. De productie van koffie is een blijvende belangrijke bron van inkomsten voor 12,5 miljoen huishoudens, veelal in de zogenaamde 'landen in ontwikkeling'. De koffieboon is een  belangrijk exportproduct van landen als Brazilië, Vietnam en Colombia.

## Zie verder
- Koffie, onder meer over de verspreiding van de koffieteelt en het productieproces.
- Plantage, algemeen artikel over een stuk grond waarop gewassen in monocultuur worden verbouwd.
- Koffieplantages in Cuba, over de 19e-eeuwse, met name Franse koffieplantages op Cuba.
- Plantages in Suriname, over de inrichting en organisatie van plantages in de voormalige Nederlandse kolonie. Zie ook de ondercategorie 'Koffieplantage in Suriname', voor een (onvolledig) alfabetisch overzicht van (voormalige) koffieproducerende plantages in Suriname met een eigen wiki-pagina

## Afbeeldingen

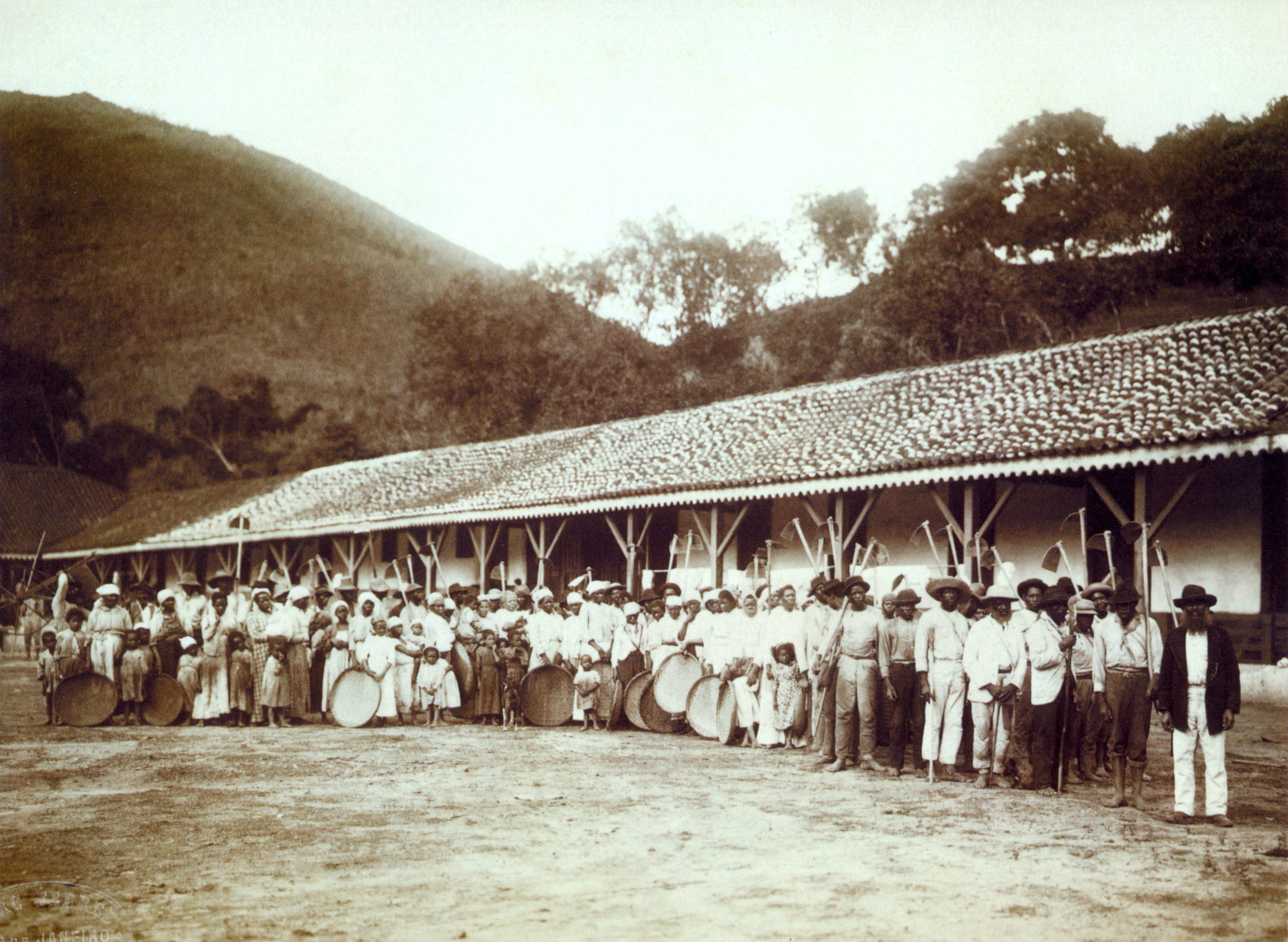
Slaven op een Braziliaanse koffieplantage, 1885
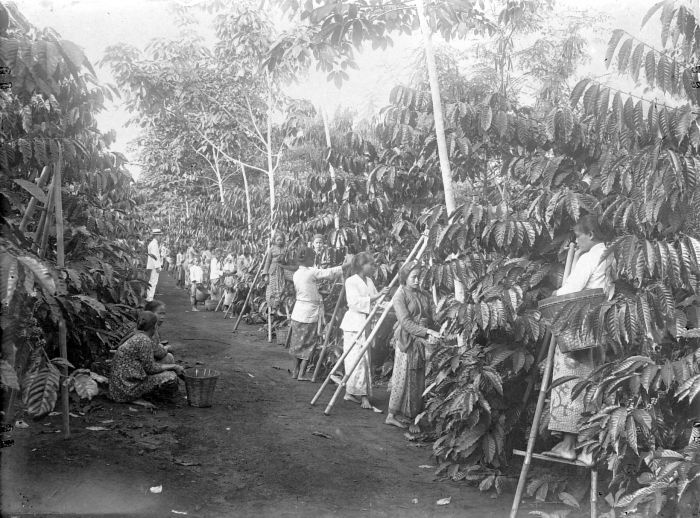
Koffie plukken op Java, datum onbekend
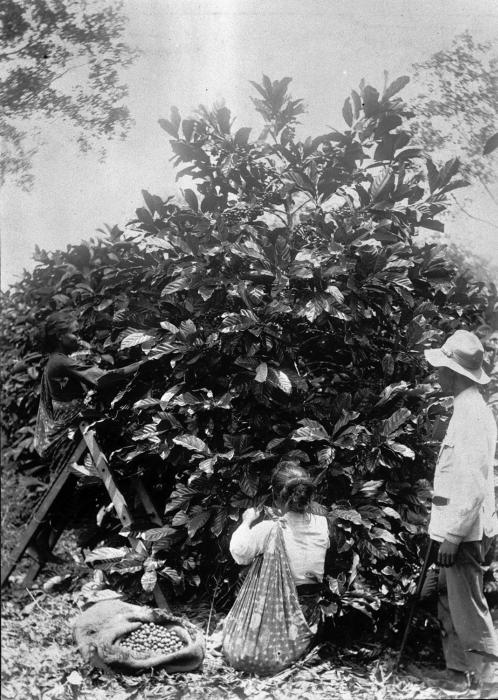
Koffie plukken in Suriname, circa 1915
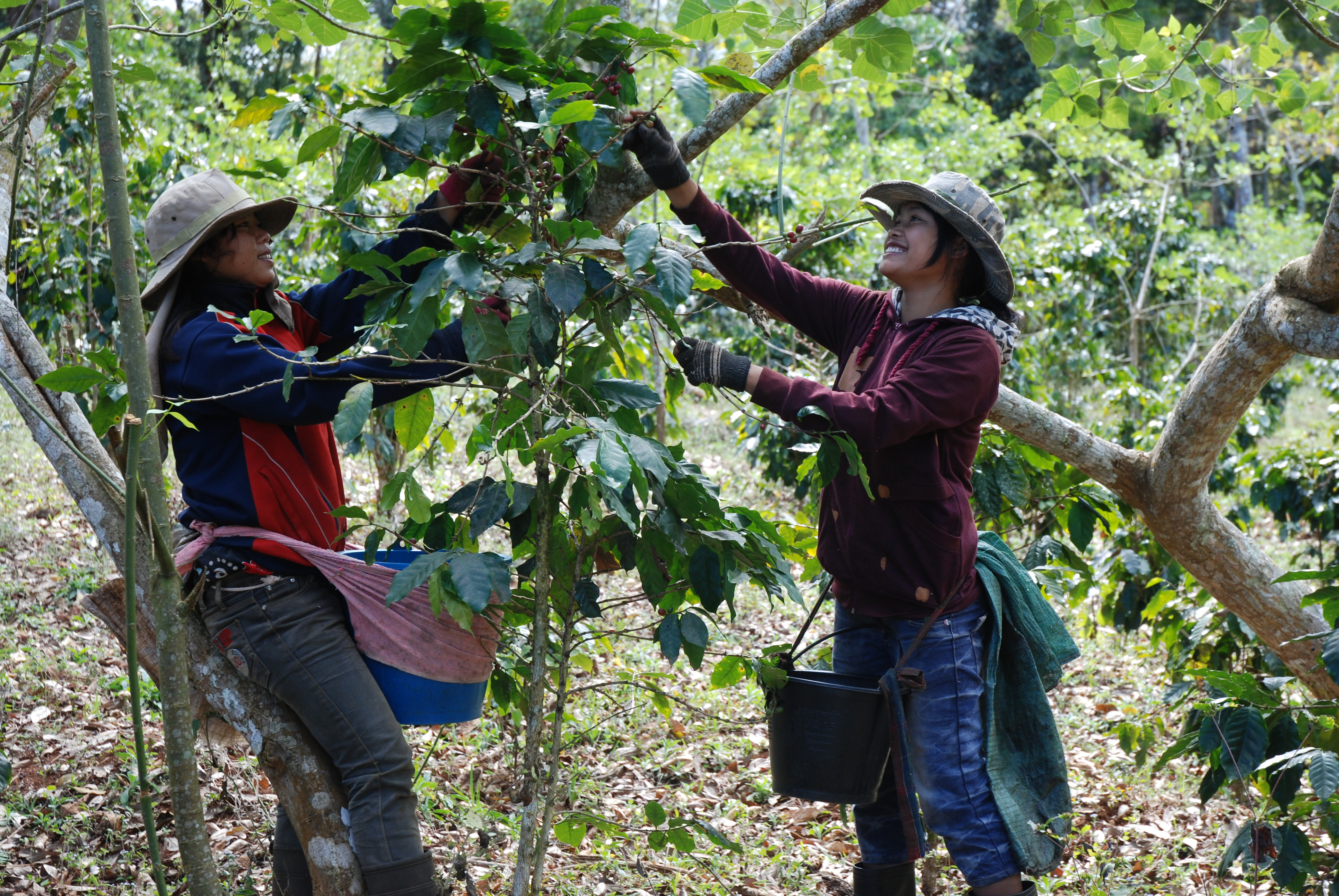
Koffie plukken in Laos, 2012
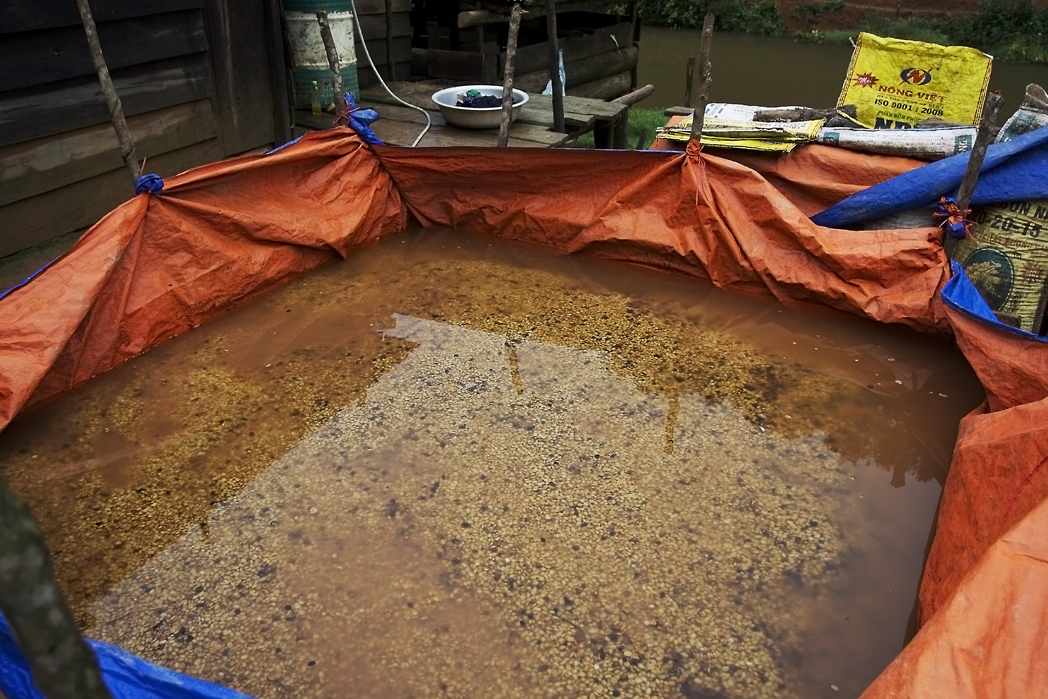
Een fermentatietank in Vietnam, 2014
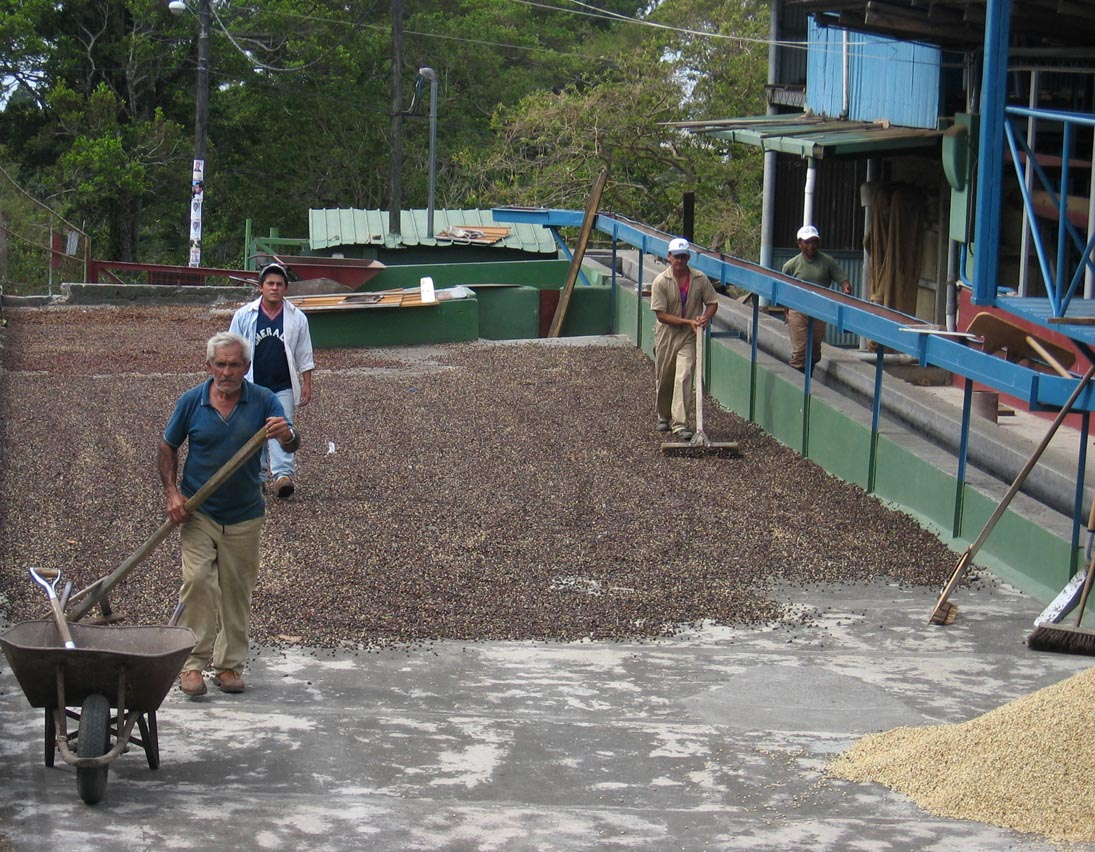
Koffiebonen drogen in Panama, 2006
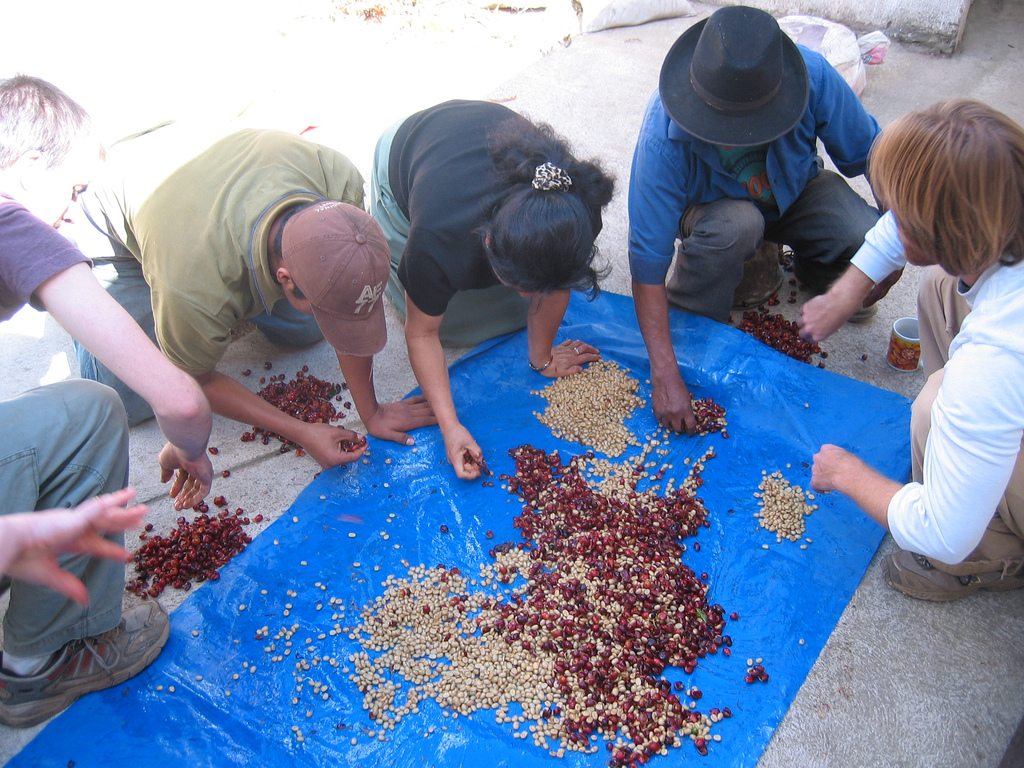
Koffiebonen sorteren en verpulveren in Guatemala, 2007
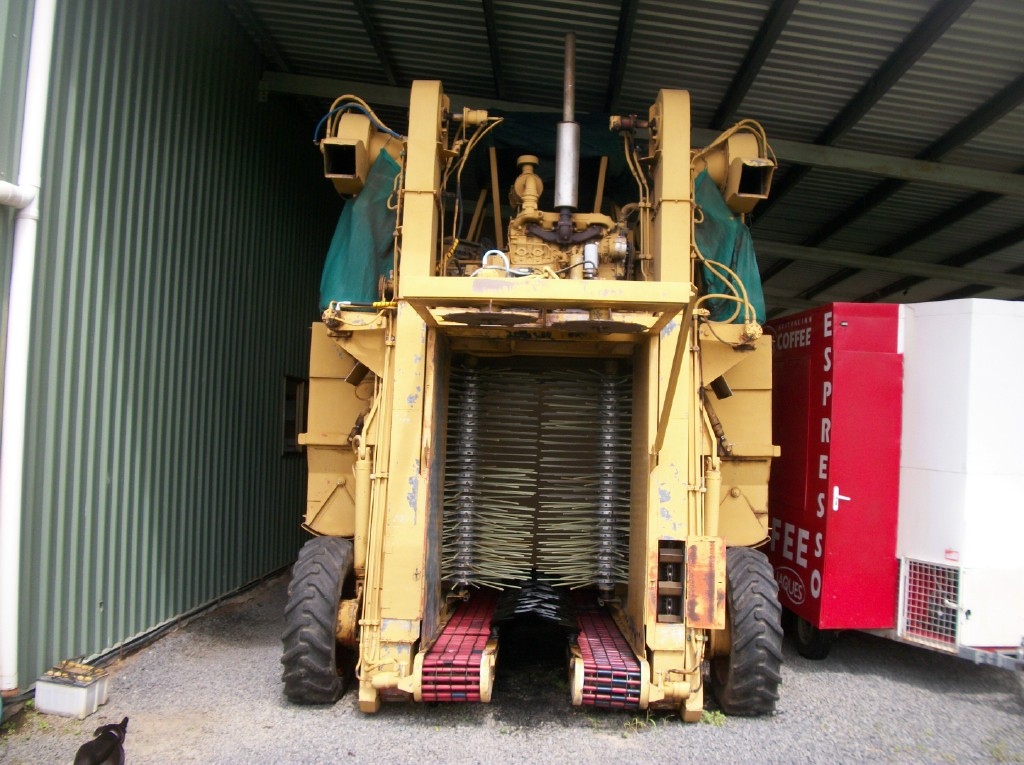
Een koffiebonenrooier in Australië, 2012